# Михаило Живковић
Михаило Живковић — Гвоздени (Београд, 29. август 1856. — Београд, 28. април 1930) био је српски генерал и војни министар. Живковић је био учесник Српско-турских ратова, Српско-бугарског рата, Балканских ратова и Првог светског рата.

## Биографија
Рођен је 29. августа 1856. године у Београду, од оца Јована, београдског трговца и мајке Станке. По очевој и мајчиној линији био је потомак Миленка Стојковића и Хајдук Вељка Петровића.
Основну школу, два разреда гимназије и четири разреда Реалке завршио је у Београду. У војску је ступио као питомац 11. класе Артиљеријске школе (2. у рангу), 20. септембра 1874. Током школовања убрзано је напредовао. Каплар је постао 6. септембра 1875, поднаредник 4. маја 1876. а наредник 1. јула 1876. године. Рат га је затекао током школовања и по ратном принципу ванредно произведен у чин пешадијског потпоручника 5. новембра 1876. године. Школовање је завршио крајем 1880. године, као други у рангу. Као државни питомац, децембра 1887. послат је на школовање у Русију. Тамо је био на пракси у 145. царском пуку у Петрограду. Учествовао је у великим маневрима који су 1889. вршени у Русији. На овом школовању био је до октобра 1889. године. Био је ожењен Даринком, кћерком Ранка Гођевца, трговца из Ваљева. Имао је синове Миодрага, Јована и Милана.

## Дужности у активној служби
По завршетку друге године школовања на Артиљеријској школи, а после објаве Првог српско-турског рата 1876, као кадет наредник ступио је у рат. Распоредом је одређен за ордонанса генералу Заху, команданту Јаворске војске. По произвођењу у чин пешадијског потпоручника, одређен је за команданта Рачанског батаљона Ужичке бригаде 2. класе. По завршетку рата, за време примирја, служио је у Чачку, као ађутант Чачанске бригаде 1. класе. У рату 1877—1878. године био је командант Драгачевског батаљона Чачанске бригаде 1. класе. Учествовао је при ослобођењу Прокупља и Куршумлије. Као командант претходнице Чачанске бригаде, прешао је Преполац и дошао до Приштине. Завршетак ратних операција 1878. године донео му је промену распореда. За водника у 7. батаљону Стајаће војске одређен је 3. априла 1878. Крајем новембра 1879. враћен је на завршетка школовања, у трајању од годину дана. Затим је одређен за водника у 6. батаљону Стајаће војске. Командир чете у 8. батаљону сталног кадра постао је 12. октобра 1883. Затим је, од 27. марта 1885. на истој дужности у 7. батаљону, а од 13. септембра на истој дужности је у 2. батаљону 10. пешадијског пука.

## Српско-бугарски рат и период примирја
У Српско-бугарском рату 1885. године, од краја октобра, командовао је најпре четом у 2. батаљону 11. пешадијског пука, а затим је постао и командант 2. батаљона, са којим је освојио три бугарска положаја код села Алдомировци. Од марта 1886. био је командир чете у 11. гардијском батаљону, а од априла од децембра 1887. ађутант начелника Главног генералштаба. По повратку са школовања у Русији, октобра 1889, постављен је за вршиоца дужности команданта 3. гардијског батаљона. Истовремено, на Великој школи водио је наставу гађања и борбу пушком. Од октобра 1890. био је командир Питомачке чете Војне академије. На тој дужности остао је до 12. јуна 1891, када је одређен на службу у Ђенералштабни одсек Општевојног одељења Министарства војног. Затим се вратио командним дужностима. Од октобра 1891. до августа 1893. био је вршилац дужности, а затим и командант 6. пешадијског батаљона. Потом, до јуна 1894. постављен је за команданта 3. гардијског пука. За вршиоца дужности начелника Штаба команде Шумадијске дивизијске области постављен је 1. јуна 1894, а 9. септембра исте године за начелника Штаба Пешадијске инспекције. Већ 10. децембра 1894. премештен је, по други пут, у Ђенералштабни одсек Општевојног одељења Министарства војног. Командант пешадијске Подофицирске школе био је од 22. марта 1895. до 18. марта 1897. Од тада до децембра 1897. био је командант 14. пешадијског пука и командант места у Књажевцу. Од 25. децембра 1897. одређен је референта пешадије Трупног одељења у Команди Активне војске.

## Министар војни
У периоду од марта 1900. до постављења за министра војног, децембра 1908. године, обављао је бројне дужности. Од 23. марта 1900. био је вршилац дужности команданта Тимочке, а затим од 30. октобра 1901. командант Дринске пешадијске бригаде. Кратко од 19. априла 1902. до 11. октобра 1902. био је на месту команданта Ниша, да би затим био постављен за команданта Тимочке дивизијске области. Уз командне дужности, од маја до октобра 1902. предавао је тактику на Војној академији. Од јула 1903. постављен је и за члана Вишег војног савета. Крајем марта 1908. постављен је за управитеља Војне академије, а већ следећег месеца за инспектора пешадије. Реконструкцијом кабинета Петра Велимировића, 23. децембра постављен је за министра војног, заменивши на овој дужности генерала Степу Степановића. У новом кабинету Стојана Новаковића, од 11. фебруара 1909, задржао је овај ресор. На том положају остао је до 1. октобра 1909, када је разрешен дужности, а за заступника постављен Љубомир Стојановић. Већ 9. октобра 1909. поново је на положају управитеља Војне академије, где је остао до 1912. Уз управничке послове, 1910—1911. обављао је и дужност председника Војнодисциплинског суда.

## Балкански, Први светски рат и последње године
По, објави рата, септембра 1912, постављен је за команданта Ибарске оперативне војске. Са овом јединицом дејствовао је на правцу Новог Пазара и Рашке. У ратним операцијама 1913. године био је командант трупа на Албанском фронту. У Првом светском рату, 1914. године био је командант Одбране Београда. На челу ове војне формације био је и 1915, све до повлачења војске на Крф, где је ова команда расформирана 1916. године.
Јуна 1916. постављен је за команданта Српског добровољачког корпуса у Русији. Пошто је већ пре његовог доласка у Одесу била формирана 1. дивизија, преузео је послове на формирању 2. дивизије. Када је букнула револуција у Русији, 1917. године, корпус добровољаца упућен је на Солунски фронт, а са њима и Живковић. Пошто се на путу разболео, остао је у Паризу. Лекарским прегледом констатовано да је неспособан за даље активно вршење војне дужности Пензионисан је 1. јуна 1918. године.
У новоформираној држави Краљевини СХС није наставио војну службу ни као резервни официр.
Преминуо је 28. априла 1930. године.

## Унапређење у чинове
| Питомац Каплар     | Питомац Поднаредник | Питомац Наредник | Потпоручник       | Поручник          | Капетан Друге класе |
| ------------------ | ------------------- | ---------------- | ----------------- | ----------------- | ------------------- |
|                    |                     |                  |                   |                   |                     |
| 6. септембар 1875. | 4. мај 1876.        | 1. јун 1876.     | 5. новембра 1876. | 20. октобар 1882. | 22. фебруар 1887.   |

| Капетан Прве класе | Мајор              | Потпуковник        | Пуковник       | Генерал       |
| ------------------ | ------------------ | ------------------ | -------------- | ------------- |
|                    |                    |                    |                |               |
| 1. јануар 1891.    | 22. фебруара 1893. | 22. фебруара 1897. | 6. април 1901. | 29. јун 1907. |

## Одликовања

### Домаћа одликовања
- Орден Карађорђеве звезде са мачевима 3. и 4. реда
- Орден Карађорђеве звезде 3. реда
- Орден белог орла 3, 4. и 5. реда
- Орден Таковског крста са мачевима 5. реда
- Орден Таковског крста 2. и 3. реда
- Орден Светог Саве 2. реда
- Медаља за војничке врлине
- Споменице ратова: 1876-1878, 1885, 1912-1913 и 1914—1918.
- Албанска споменица

### Инострана одликовања
- Орден Светог Станислава са мачевима 2. реда, Русија
- Орден Легије части 4. реда, Француска